# Ямада Нобухіса
Нобухіса Ямада (яп. 山田暢久, нар. 10 вересня 1975, Фудзієда) — японський футболіст, що грав на позиції півзахисника.
Виступав, зокрема, за клуб «Урава Ред Даймондс», а також національну збірну Японії.

## Клубна кар'єра
Народився 10 вересня 1975 року в місті Фудзієда. Вихованець футбольної школи клубу Fujieda Higashi.
У дорослому футболі дебютував 1994 року виступами за команду клубу «Урава Ред Даймондс», кольори якої і захищав протягом усієї своєї кар'єри гравця, що тривала двадцять один рік.  Більшість часу, проведеного у складі «Урава Ред Даймондс», був основним гравцем команди.

## Виступи за збірні
У 1995 році залучався до складу молодіжної збірної Японії. На молодіжному рівні зіграв в одному офіційному матчі, забив 1 гол.
У 2002 році дебютував в офіційних матчах у складі національної збірної Японії. Протягом кар'єри у національній команді, яка тривала усього 3 роки, провів у формі головної команди країни 15 матчів, забивши 1 гол.
У складі збірної був учасником розіграшу Кубка конфедерацій 2003 року у Франції.

## Статистика
Статистика виступів у національній збірній.
| Збірна Японії | Збірна Японії | Збірна Японії |
| Роки          | Ігри          | голи          |
| ------------- | ------------- | ------------- |
| 2002          | 1             | 0             |
| 2003          | 11            | 0             |
| 2004          | 3             | 1             |
| Усього        | 15            | 1             |

## Титули і досягнення
- Володар Кубка Джей-ліги: 2003
- Чемпіон Японії: 2006
- Володар Кубка Імператора: 2005, 2006
- Володар Суперкубка Японії: 2006
- Переможець Ліги чемпіонів АФК: 2007